# Jaguar E-Pace
Jaguar E-Pace — компактний позашляховик британського автовиробника Jaguar. Це другий SUV марки після більшого F-Pace і перший автомобіль з упоперек встановленим двигуном. E-Pace ділить платформу JLR D8 з Range Rover Evoque та Land Rover Discovery Sport. SUV був представлений 13 липня 2017 року у Лондоні, продажі розпочалися на початку 2018 року. E-Pace виробляється на заводі Magna Steyr в Австрії. У жовтні 2020 року було представлено оновлену версію E-Pace, що відрізняється свіжим дизайном, а також наявністю гібридної модифікації.

## Опис

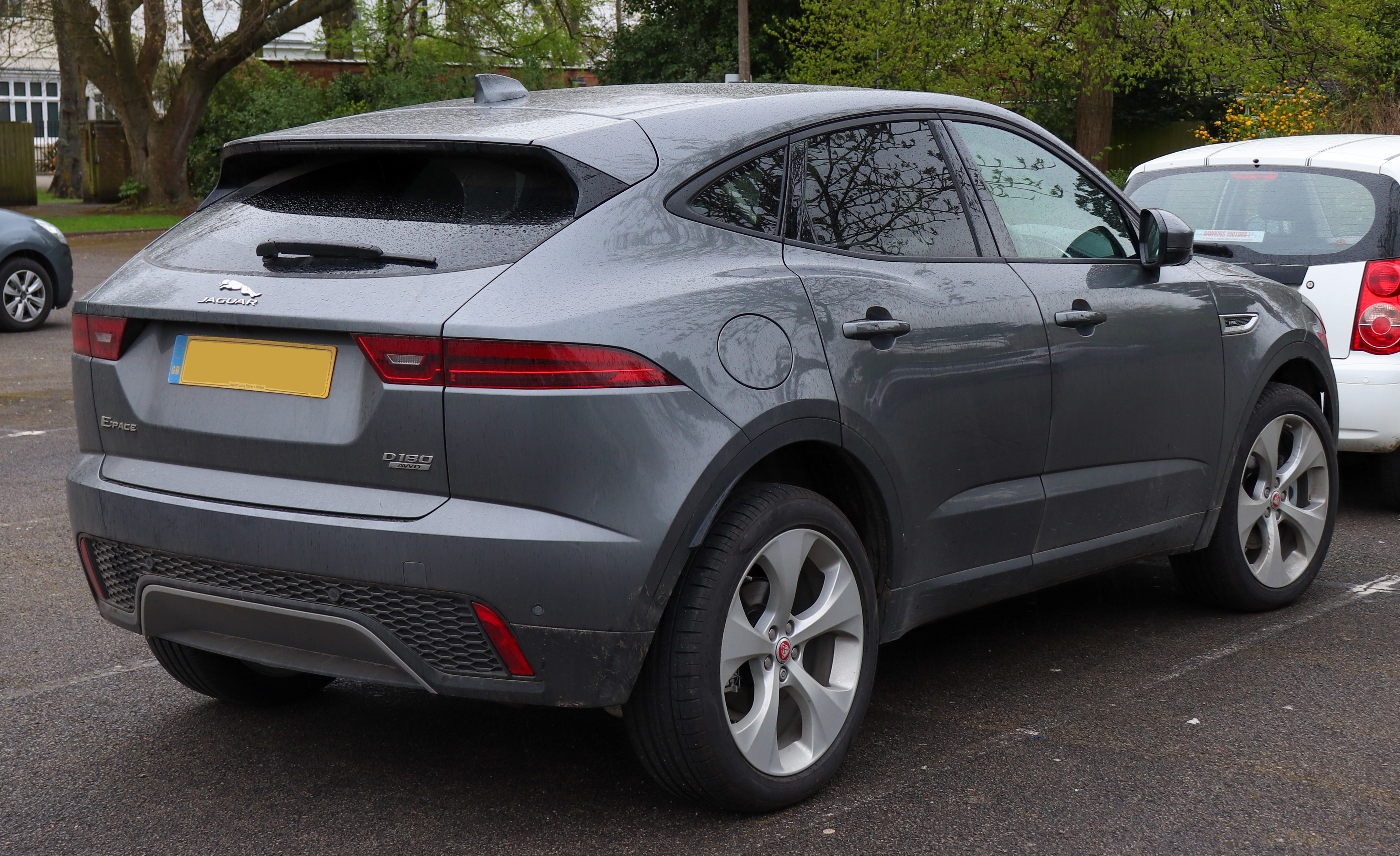
Jaguar E-Pace R-Dynamic SE 2.0

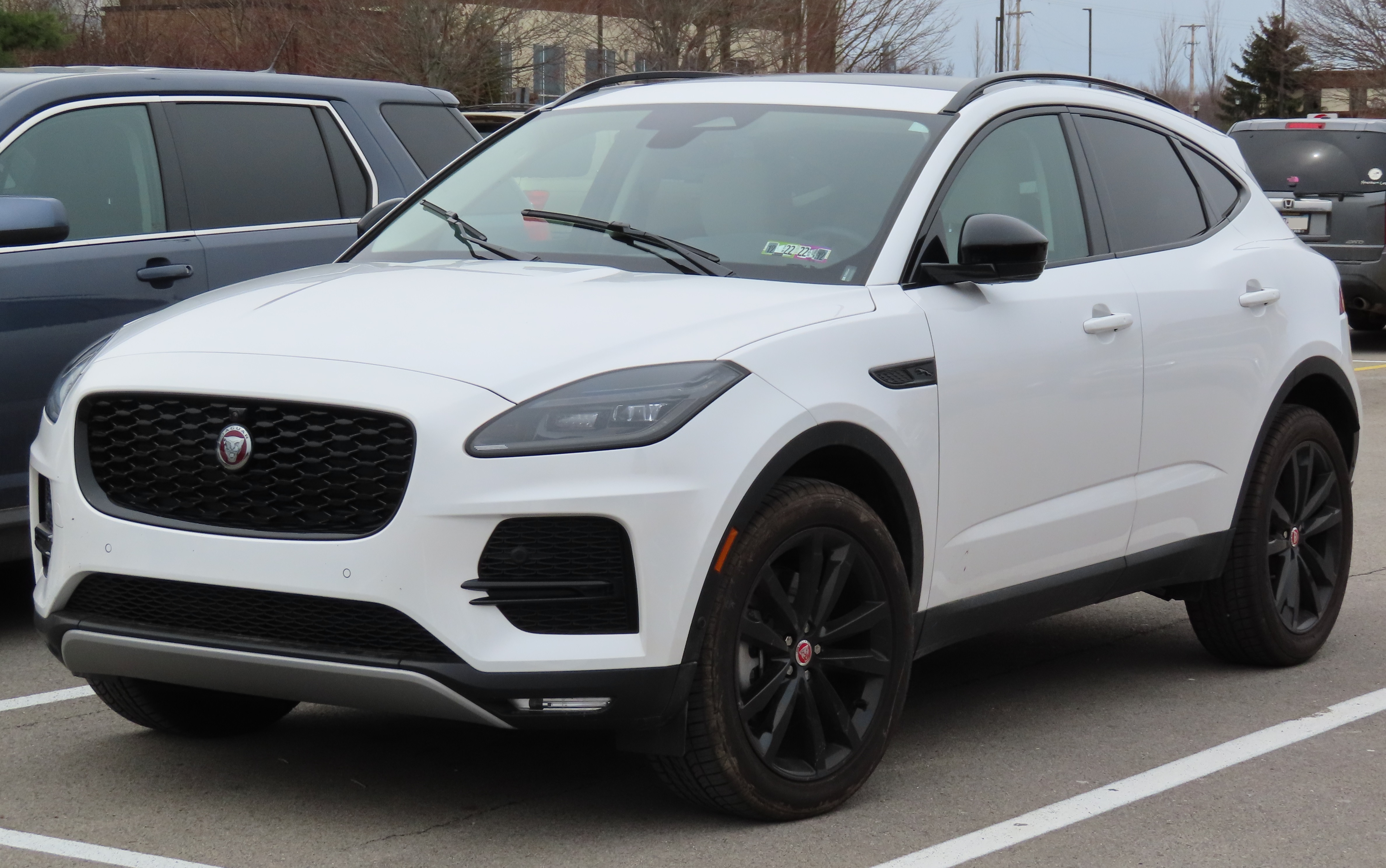
Jaguar E-Pace P250 SE (2022-2024)

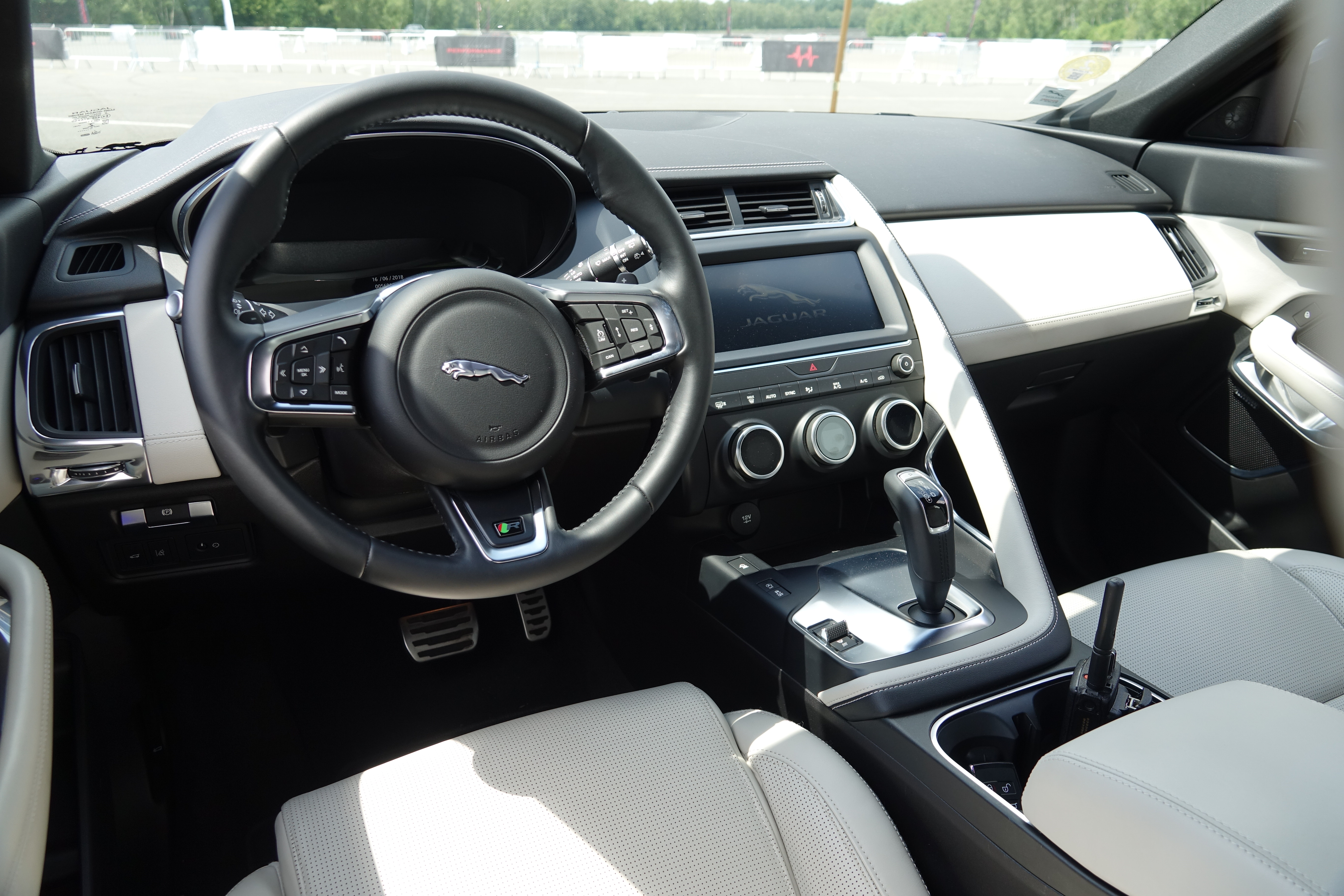

Базовим є 2.0-літровий 4-циліндровий турбодвигун на 200 к.с. і 340 Нм. Компонується він, як і решта бензинових двигунів, АКПП на 9 ступенів. Привід стандартно повний. З ним кросовер розганяється за 8.2 с., витрачаючи 8.3 л/100км у змішаному циклі. Ще один 2.0-літровий 4-циліндровий турбодвигун Jaguar E-Pace пропонує 249 к.с. і 365 Нм. До сотні розженеться за 7.0 с., витративши 7.7 л/100км у змішаному циклі. Самим потужним серед бензинових став 2.0-літровий турбодвигун на 300 к.с. і 400 Нм. Йому вистачить 6.2 с., щоб розігнати автомобіль до сотні. Витрата пального становить 8.0 л/100км у змішаному циклі. В якості альтернативи пропонується ряд дизельних двигунів. Найменш потужним є 2.0-літровий 4-циліндровий турбодвигун з 150 к.с. і 380 Нм. Стандартно пару йому складає 6-ступінчаста МКПП. До сотні Jaguar розженеться за 10.1 с., витративши 4.7 л/100км у змішаному циклі. Самим потужним представлено 2.0-літровий турбодвигун з 240 кінськими силами і 500 Нм. Він у пару отримав АКПП на 9 ступенів. До 100 км/год розгін відбувається за 7.4 с., витрата пального перебуває на рівні 6.2 л/100км у змішаному циклі.
У 2021 році Jaguar E-Pace отримав ряд оновлень. Дизайнери освіжили зовнішній вигляд: оптику, радіаторну решітку та колеса. Головна зміна в інтер'єрі - нова інформаційно-розважальна система з інтерфейсом Pivi або Pivi Pro, залежно від комплектації. 

## Двигуни
Бензинові:
- 1.5 л Ingenium AJ150 I4 160 к.с. 260 Нм (P160)
- 2.0 л Ingenium AJ200 I4 200 к.с. (340 Нм)
- 2.0 л Ingenium AJ200 I4 249 к.с. (365 Нм)
- 2.0 л Ingenium AJ200 I4 300 к.с. (400 Нм)

Дизельні:
- 2.0 л Ingenium AJ200D I4 150 к.с. (380 Нм)
- 2.0 л Ingenium AJ200D I4 180 к.с. (430 Нм)
- 2.0 л Ingenium AJ200D I4 240 к.с. (500 Нм)

Гібридний:
- 1.5 л Ingenium AJ150 I4 + електродвигун 308 к.с. 540 Нм (P300e)